# Dystasia proxima
Dystasia proxima är en skalbaggsart som beskrevs av Stefan von Breuning 1938. Dystasia proxima ingår i släktet Dystasia och familjen långhorningar. Inga underarter finns listade i Catalogue of Life.